# リロイ・ブラウン
リロイ・ブラウン（Leroy Taylor Brown、1902年1月25日 - 1970年4月21日）は、アメリカ合衆国の陸上競技選手である。彼は、1924年に開催されたパリオリンピックの走高跳競技で銀メダルを獲得した。

## 経歴
ダートマス大学の学生だったブラウンは、1922年にAAU主催の室内競技会、1923年には屋外での競技会で優勝し、1922年と1923年の2年連続でIC4A（en:IC4A）主催の室内競技会に優勝した実績があった。そのうち1923年のAAU屋外競技会での記録1メートル97センチは、その年の世界最高記録だった。それより早い時期の競技会で、ブラウンは1920年アントワープオリンピックの走高跳金メダリストだったリッチモンド・ランドンと競い合って1メートル96センチの当時の室内世界記録を跳ぶことに成功して、同じ高さを跳んだランドンと1位タイの成績を残している。
パリオリンピックの走高跳競技は、16の国から26人の選手が出場して1924年8月6日（予選）と8月7日（決勝）に実施された。選手たちは4つの組に分かれて予選を戦い、1メートル83センチを跳んだ選手が決勝に進むことになっていた。ブラウンは、予選のグループD組でただ1人この高さを跳ぶことに成功して決勝に臨んだ。9人の選手が競った決勝では当時のオリンピック新記録1メートル95センチを跳んだものの、同じアメリカ代表で当時の走高跳世界記録保持者だったハロルド・オズボーンに3センチ差で敗れて銀メダルを獲得することになった。